# Erin Baker
Erin Baker (Kaiapoi, 23 de mayo de 1961) es una deportista neozelandesa que compitió en triatlón y duatlón. Está casada con el triatleta estadounidense Scott Molina.
Ganó una medalla de oro en el Campeonato Mundial de Triatlón de 1989, una medalla de oro en el Campeonato Europeo de Triatlón de Media Distancia de 1986 y una medalla de oro en el Campeonato Europeo de Triatlón de Larga Distancia de 1985. En Ironman obtuvo cinco medallas en el Campeonato Mundial entre los años 1987 y 1993.
En duatlón consiguió una medalla de oro en el Campeonato Mundial de 1991.

## Palmarés internacional
| Campeonato Mundial | Campeonato Mundial | Campeonato Mundial | Campeonato Mundial |
| Año                | Lugar              | Medalla            | Prueba             |
| ------------------ | ------------------ | ------------------ | ------------------ |
| 1989               | Aviñón (Francia)   | Medalla de oro     | Individual         |

| Campeonato Europeo | Campeonato Europeo   | Campeonato Europeo | Campeonato Europeo |
| Año                | Lugar                | Medalla            | Prueba             |
| ------------------ | -------------------- | ------------------ | ------------------ |
| 1986               | Brasschaat (Bélgica) | Medalla de oro     | Individual         |

| Campeonato Europeo | Campeonato Europeo    | Campeonato Europeo | Campeonato Europeo |
| Año                | Lugar                 | Medalla            | Prueba             |
| ------------------ | --------------------- | ------------------ | ------------------ |
| 1985               | Almere (Países Bajos) | Medalla de oro     | Individual         |

| Campeonato Mundial | Campeonato Mundial     | Campeonato Mundial | Campeonato Mundial |
| Año                | Lugar                  | Medalla            | Prueba             |
| ------------------ | ---------------------- | ------------------ | ------------------ |
| 1987               | Hawái (Estados Unidos) | Medalla de oro     | Individual         |
| 1988               | Hawái (Estados Unidos) | Medalla de plata   | Individual         |
| 1990               | Hawái (Estados Unidos) | Medalla de oro     | Individual         |
| 1991               | Hawái (Estados Unidos) | Medalla de plata   | Individual         |
| 1993               | Hawái (Estados Unidos) | Medalla de plata   | Individual         |

| Campeonato Mundial | Campeonato Mundial              | Campeonato Mundial | Campeonato Mundial |
| Año                | Lugar                           | Medalla            | Prueba             |
| ------------------ | ------------------------------- | ------------------ | ------------------ |
| 1991               | Cathedral City (Estados Unidos) | Medalla de oro     | Individual         |